# Cooper Landing
Cooper Landing is een plaats (census-designated place) in de Amerikaanse staat Alaska, en valt bestuurlijk gezien onder Kenai Peninsula Borough.

## Demografie
Bij de volkstelling in 2000 werd het aantal inwoners vastgesteld op 369.

## Geografie
Volgens het United States Census Bureau beslaat de plaats een oppervlakte van
181,0 km², waarvan 170,9 km² land en 10,1 km² water.

## Plaatsen in de nabije omgeving
De onderstaande figuur toont nabijgelegen plaatsen in een straal van 48 km rond Cooper Landing.